# Andelot-en-Montagne
Andelot-en-Montagne là một xã trong vùng hành chính Franche-Comté, thuộc tỉnh Jura, quận Lons-le-Saunier, tổng Champagnole. Tọa độ địa lý của xã là 46° 51' vĩ độ bắc, 05° 56' kinh độ đông. Andelot-en-Montagne nằm trên độ cao trung bình là 606 mét trên mặt nước biển, có điểm thấp nhất là 597 mét và điểm cao nhất là 748 mét. Xã có diện tích 12.48 km², dân số vào thời điểm 2006 là 548 người; mật độ dân số là 44 người/km².

## Địa điểm tham quan
- Nhà thờ trong thị trấn, từ thế kỉ 14, được tu sửa trong thế kỉ 19.